# Bábovka (vrch)

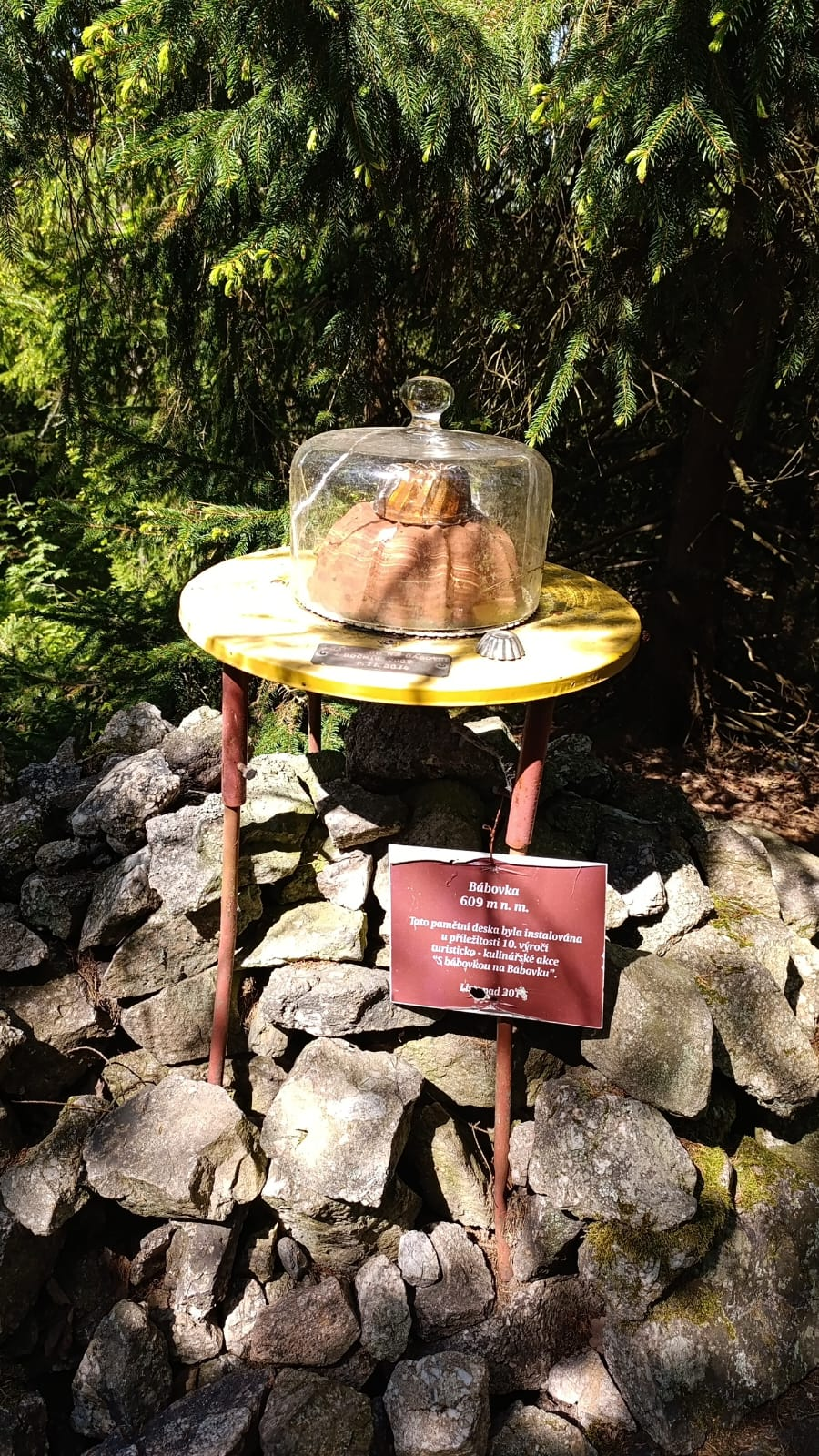
Vrchol Bábovky (609m) na Rokycansku

Bábovka je lesnatý vrch s nadmořskou výškou 609 metrů nacházející se ve Strašické vrchovině zhruba 3,5 km západně od obce Strašice. Na Bábovku nevede žádná značená cesta, severně pod ní však vede zelená turistická značka, která zde má stejnojmenné rozcestí. Na vrcholu kopce je umístěna keramická bábovka, jako připomínka pravidelné akce S bábovkou na Bábovku pořádanou okolními obcemi od roku 2007.